# Tinodes agaricinus
Tinodes agaricinus là một loài Trichoptera trong họ Psychomyiidae. Chúng phân bố ở miền Cổ bắc.